# Проспект Димитрова (Новосибирск)
Проспе́кт Дими́трова (до 1935 года — Миха́йловский лог) — улица в Железнодорожном районе Новосибирска. Начинается от проезда под мостом на линии Западно-Сибирской железной дороги, соединяющего проспект и створ Димитровского моста, далее пересекает улицу Ленина, Вокзальную магистраль и заканчивается, примыкая к площади Кондратюка. Также к проспекту Димитрова примыкают улицы Салтыкова-Щедрина и Революции.

## Название проспекта
Проспект назван в честь Георгия Михайловича Димитрова (1882—1949), болгарского революционера, государственного, политического и партийного деятеля, болгарского и международного коммунистического движения.

## История
На месте современного проспекта Димитрова располагалась балка Миха́йловский лог, тянувшаяся от места расположения современной площади Кондратюка до Оби. В точке её пересечения с улицей Ленина находилась полая конструкция для направления сточных вод (т. н. водоотбойник), в котором активно размножались крысы. Устремлявшиеся в сторону Оби водные потоки уносили с собой огромное количество грызунов, из-за чего люди называли балку «крысиной рекой».
В 1968 году ведётся строительство проезжей части улицы.

## Памятники архитектуры
- Дом по улице Красноярская № 3 — памятник деревянного зодчества конца 1890-х годов. На здании установлена памятная таблица с ошибочной датой постройки — 1883 год. Хотя дом имеет адрес «Красноярская № 3», улица Красноярская находится от него в нескольких кварталах.[6]
- Сибирь на рельсы — жилой дом кооператива, построенный в 1936 году архитектором Я. Е. Кузнецовым. Памятник архитектуры регионального значения.[7]

## Скульптурные произведения

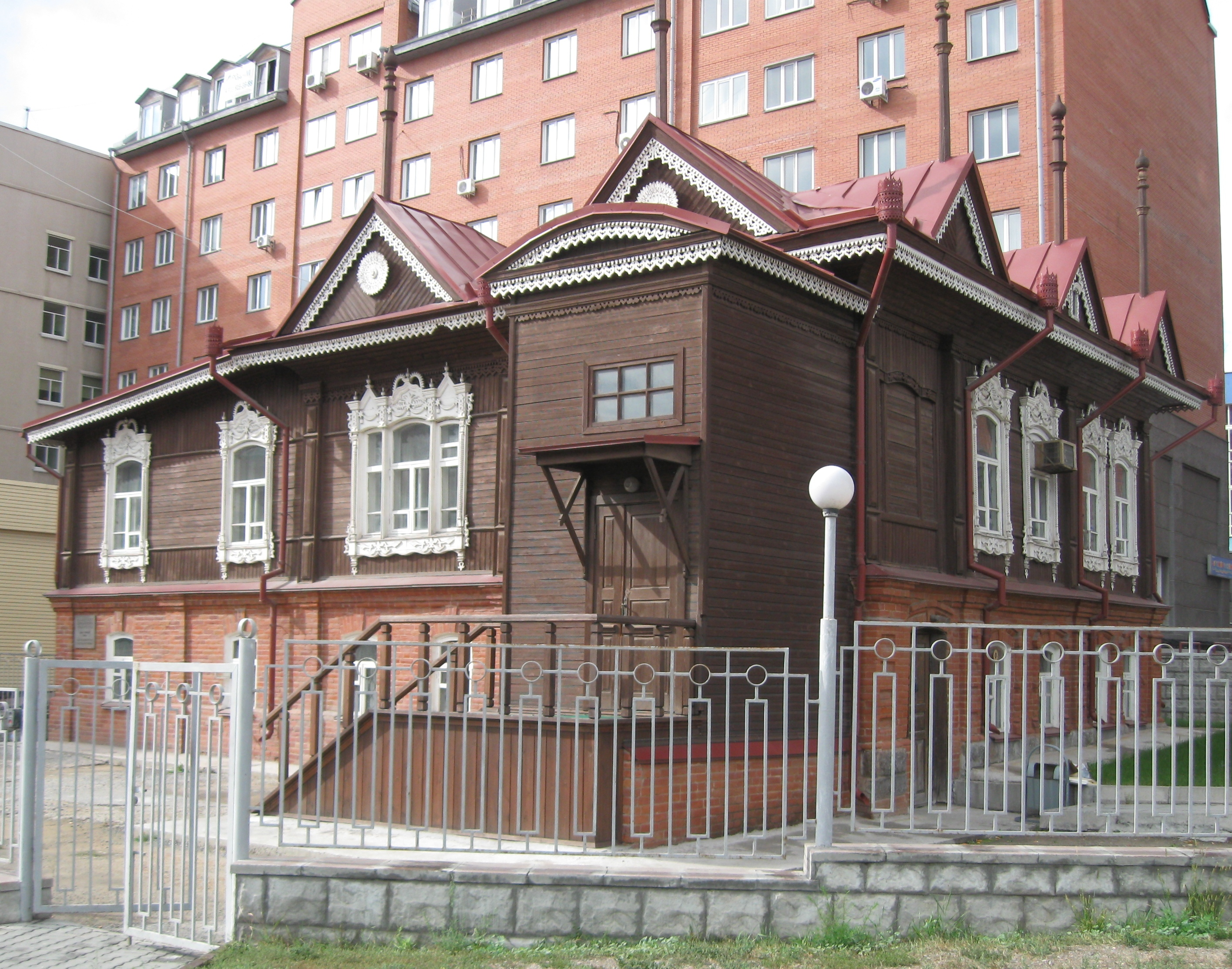
Дом по улице Красноярская № 3.

- Место принятия решений, скульптурная композиция[8]
- Памятник католическому храму Святого Казимира
- Памятник паровозу ФД 21-3000

## Бизнес центры
- На Димитрова
- Димитровский
- Кобра
- Манхэттен

## Организации
- Новосибирское отделение российского общества информатики и вычислительной техники
- Сибирский научно-исследовательский институт метрологии
- Западно-Сибирская дирекция по энергообеспечению
- Транссиб, газета
- ЦУМ Новосибирск

## Галерея

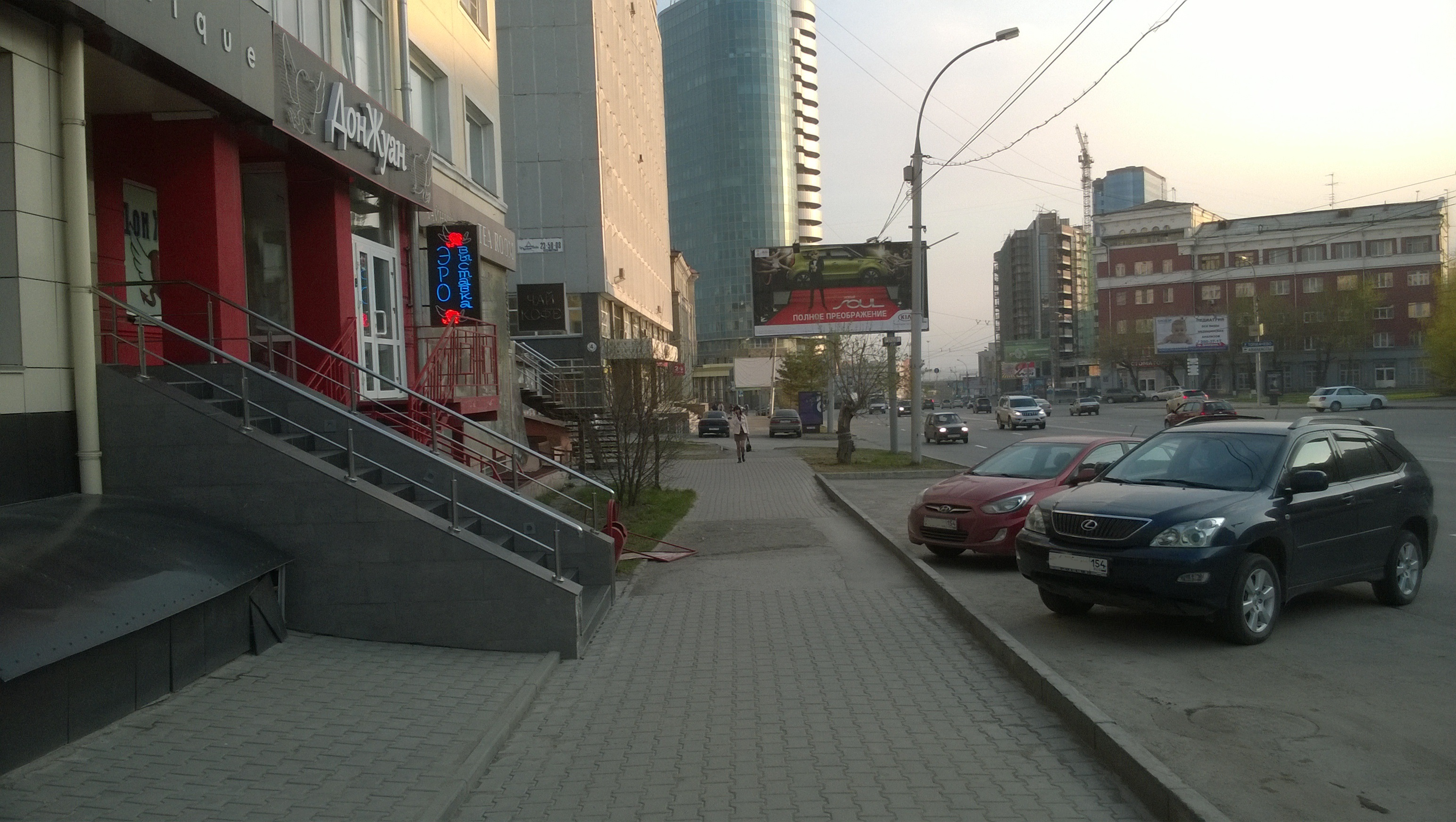
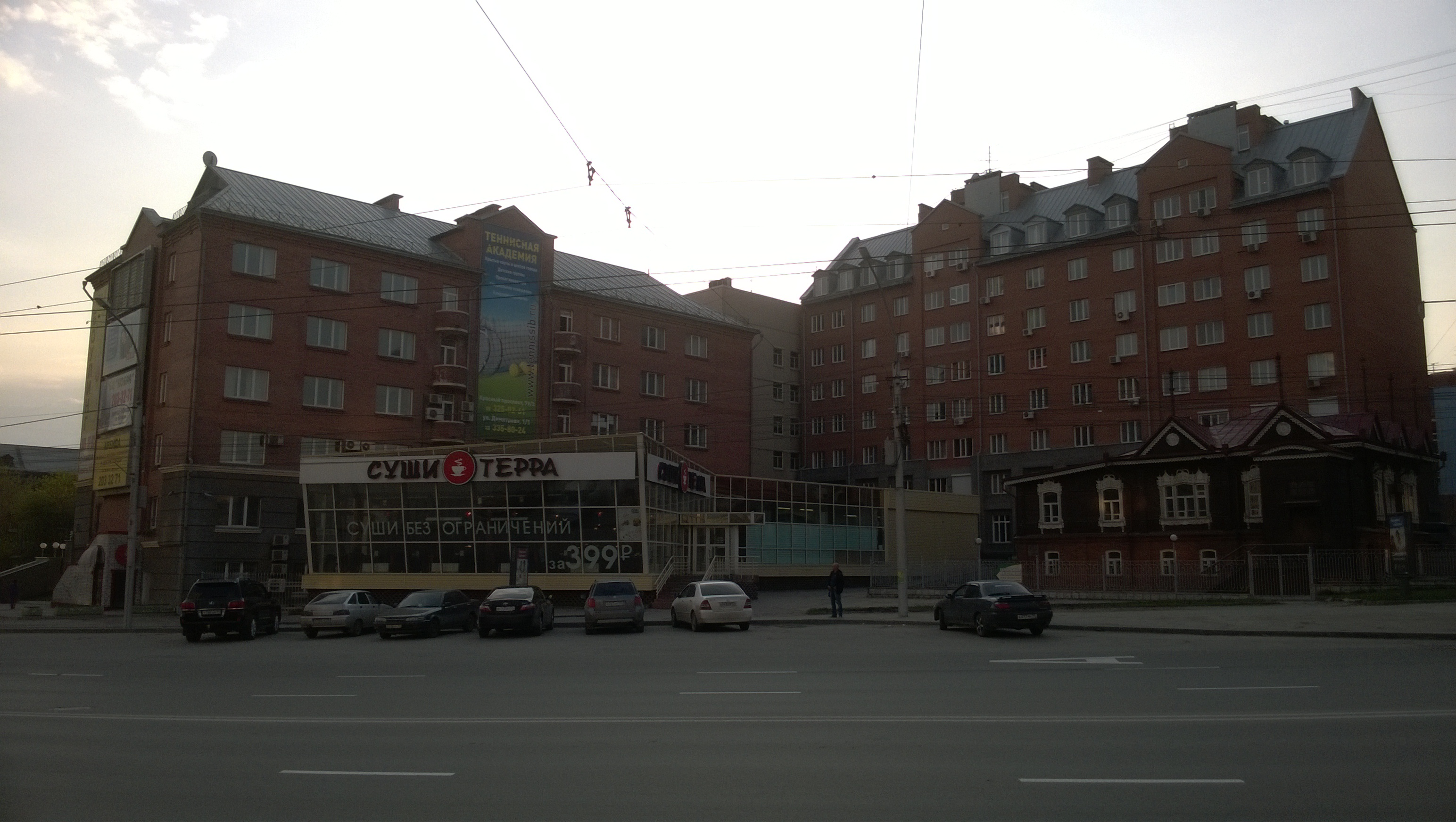
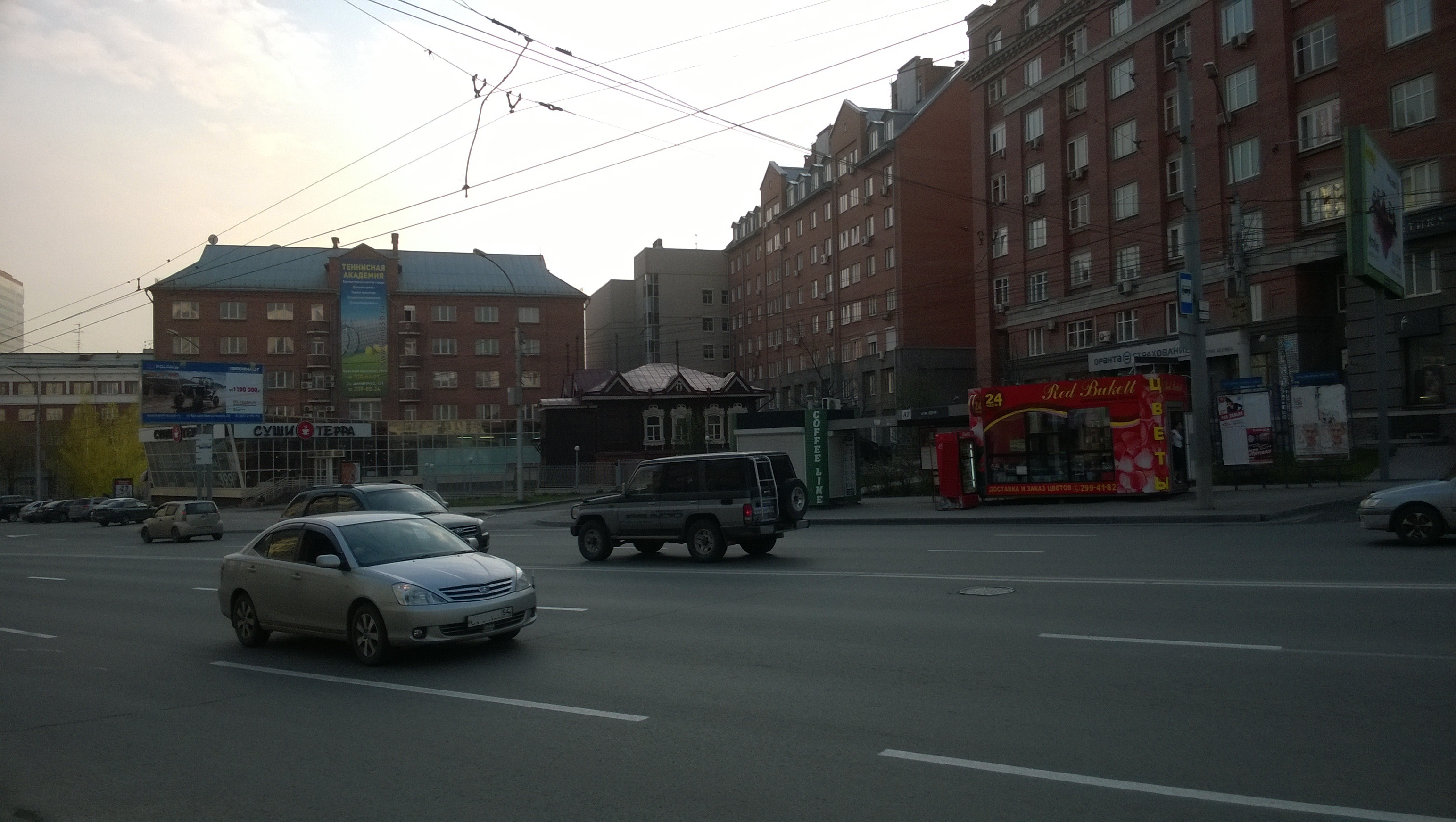
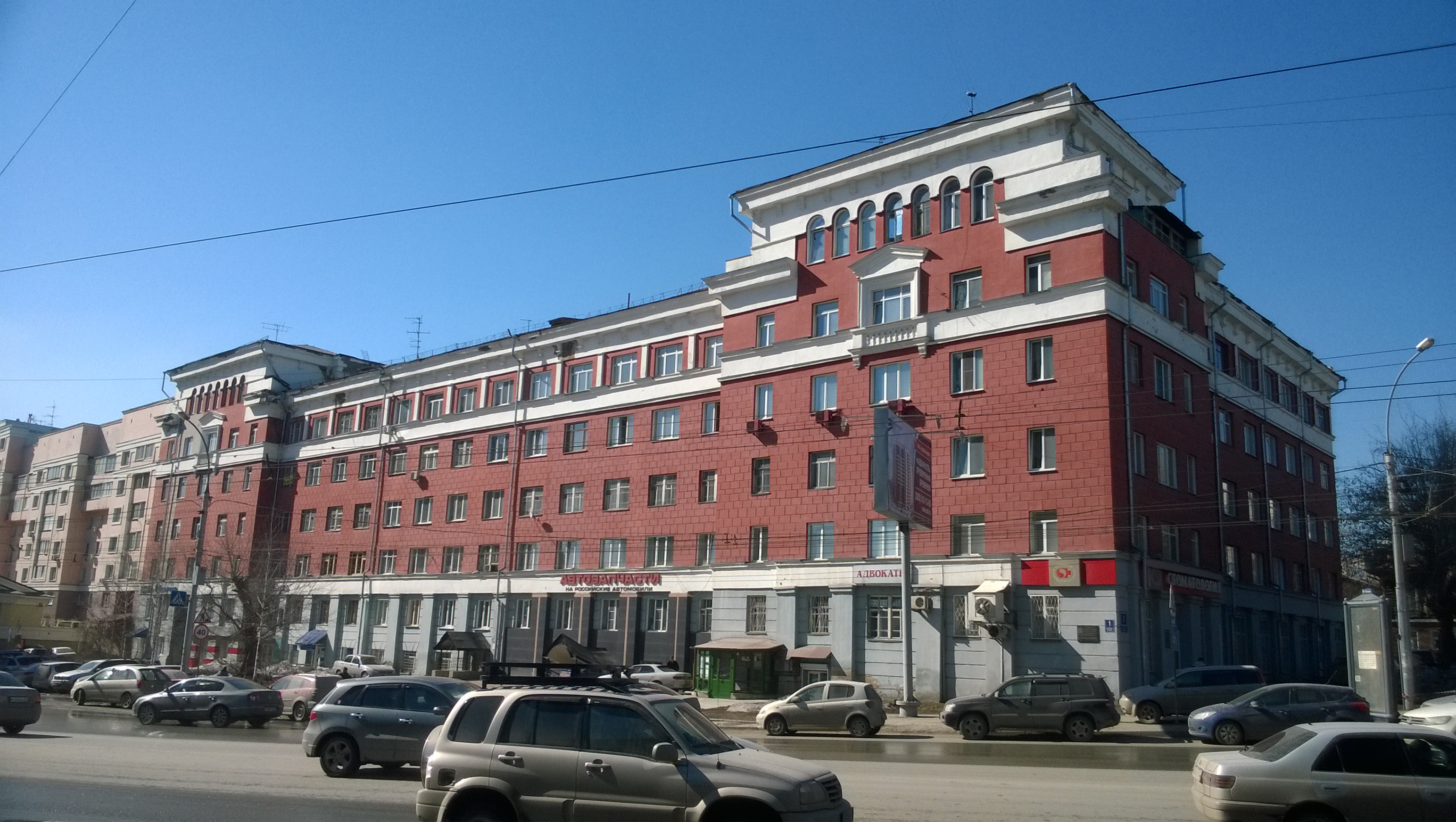